# M4 (автомат)
5,56-мм автомат M4 (войсковой индекс и наименование — Carbine, 5.56 mm, M4, заводской индекс изготовителя (для автоматов, произведенных компанией Colt’s Manufacturing Company) — Colt Model 920) — автоматический карабин (автомат), созданный в США на основе винтовки М16А2 и изначально предназначенный для вооружения экипажей боевых машин и расчётов вооружения и военной техники.
Несмотря на это, командование специальных операций США приняло этот автомат в качестве единого для всех американских сил специальных операций. С 2010 года на него стала переходить и вся Армия США, а с 2016 года — и Корпус морской пехоты США, так как удобство укороченного карабина в современных условиях, когда большую часть армии составляют мотопехота, экипажи боевых машин и вспомогательные войска, более чем компенсирует незначительное снижение его характеристик в сравнении с винтовкой.
Основными отличиями М4 от М16А2 являются ствол меньшей длины, выдвижной телескопический приклад и отсутствие рукояточной стойки прицела. Вариант M4A1 отличался от М4 режимом стрельбы: SAFE/SEMI/AUTO; по всем остальным параметрам полностью идентичен М4.

## Устройство
Как правило, указывается, что М4 представляет собой винтовку М16 с укороченным стволом и укороченным телескопическим прикладом. На самом деле ситуация несколько сложнее: хотя М16 и М4 действительно основаны на одной и той же базовой модели — винтовке AR-15, их различия не ограничиваются длиной ствола и конструкцией приклада. Например, удлинитель ствола (barrel extension) М4 имеет более глубокие направляющие (feedramp) для подачи патронов из магазина (у оружия семейства AR-15 две направляющие, отдельно для патронов, подающихся из левого и правого рядов магазина), а ствольная коробка (upper receiver) — дополнительные углубления под ними, которые отсутствуют у М16. Причём удлинитель ствола от М4 может быть с сохранением функционирования установлен в ствольную коробку винтовки, но не наоборот (см. илл.). Существуют и иные относительно мелкие различия.

## Характеристика
Эффективная дальность стрельбы составляет:
- по одиночным целям — 500 м;
- по групповым целям — 600 м.

Это меньше, чем для М16А2 (на 50 м и 200 м соответственно). Темп стрельбы практически не изменился: для М16А2 пределы 700—900 выстрелов в минуту, для M4/M4A1 — 700—970 выстрелов в минуту.
Требования к надёжности работы и кучности точно такие же, как и у М16. Для дальности 91,4 м (100 ярдов) поперечник рассеивания для групп по 10 выстрелов не превышает 12,7 см.

## Снаряжение
Дополнительное снаряжение карабина включает:
- Подствольный 40 мм гранатомёт М203;
- Устройство лазерной подсветки цели и целеуказания AN/PEQ-2;
- Оптический прицел типа ACOG (или любой другой для крепления на 20мм планку Пикатини);
- коллиматорный прицел типа Aimpoint CompM2;
- глушитель, тактический фонарь и другие устройства и приспособления.

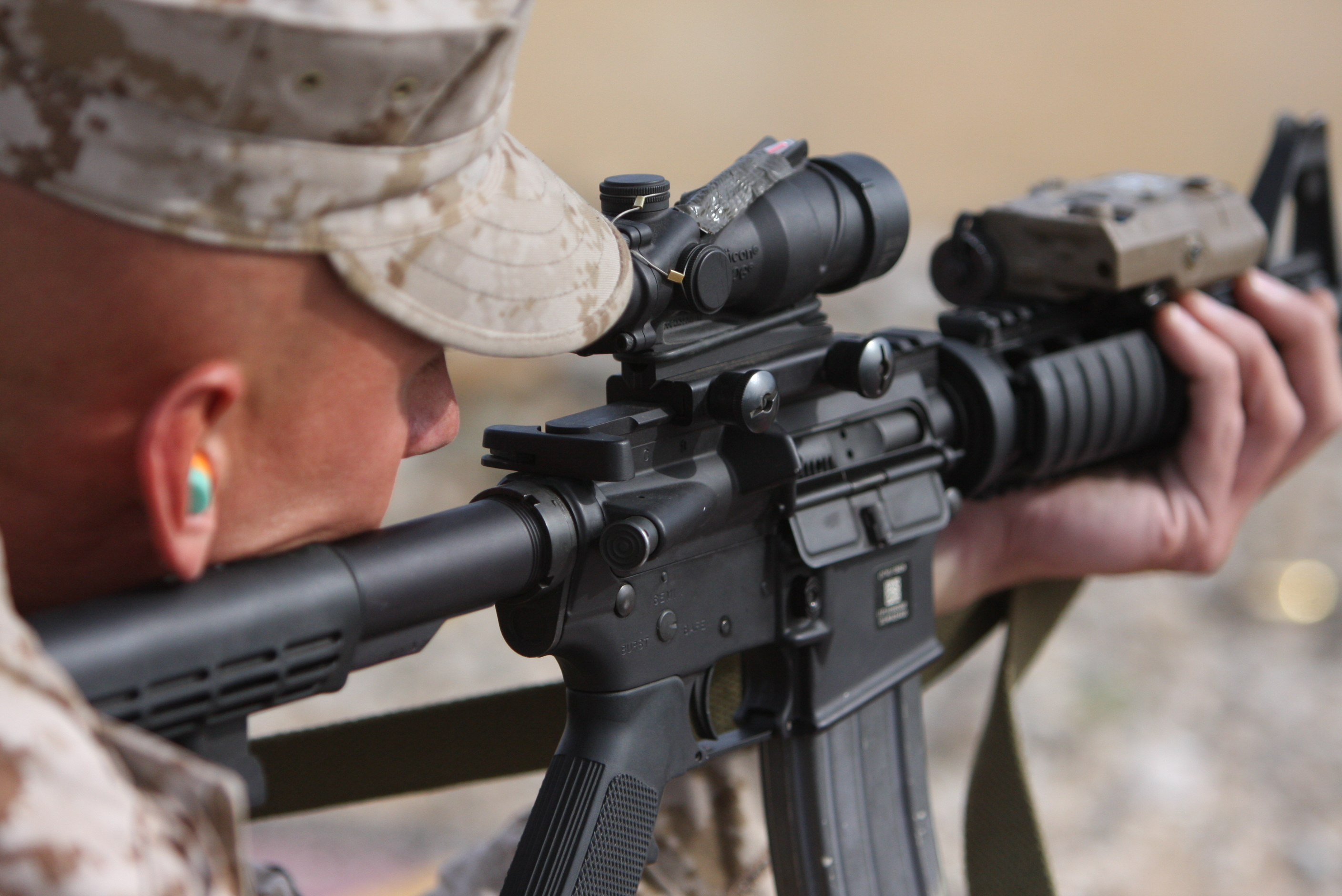
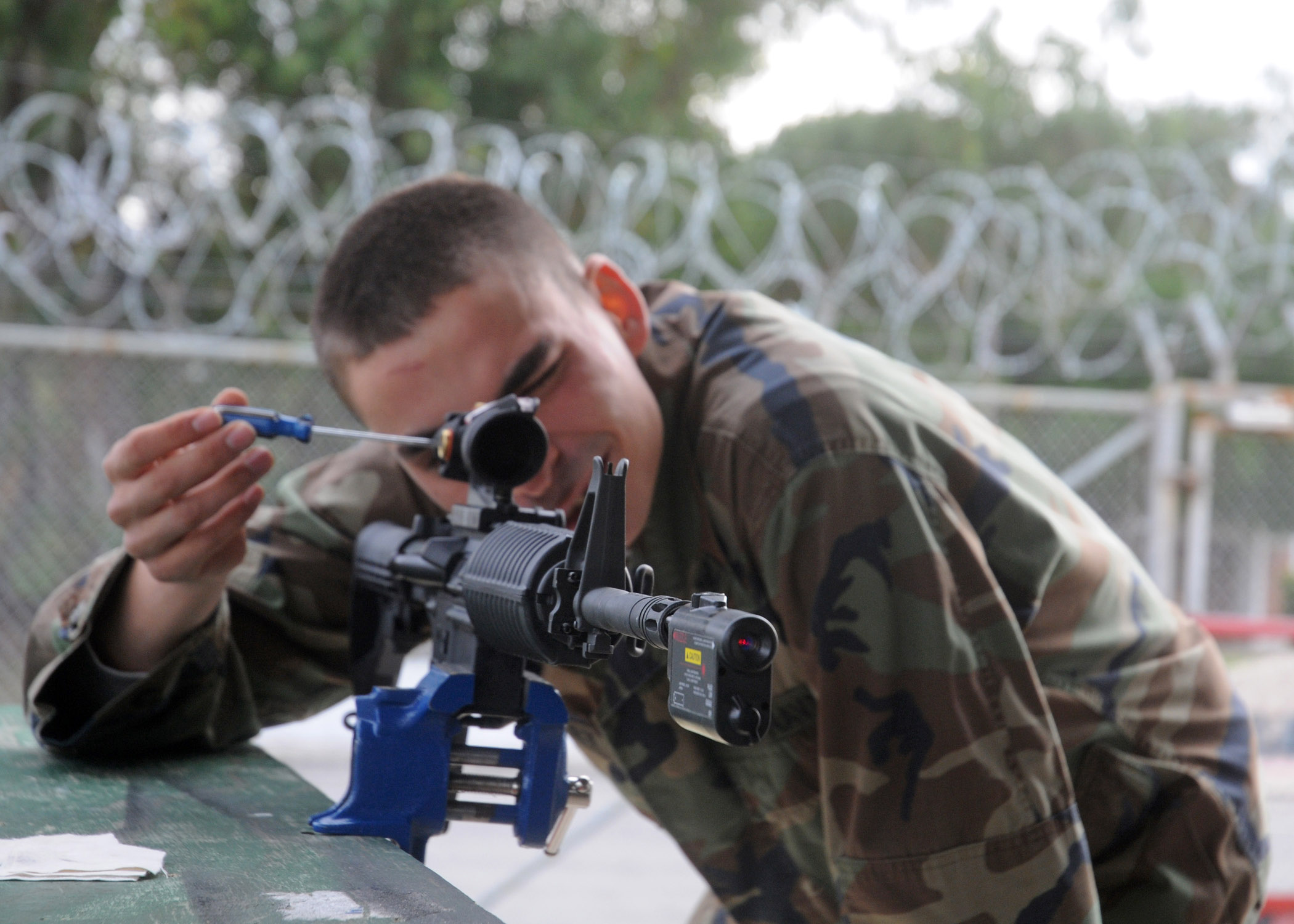
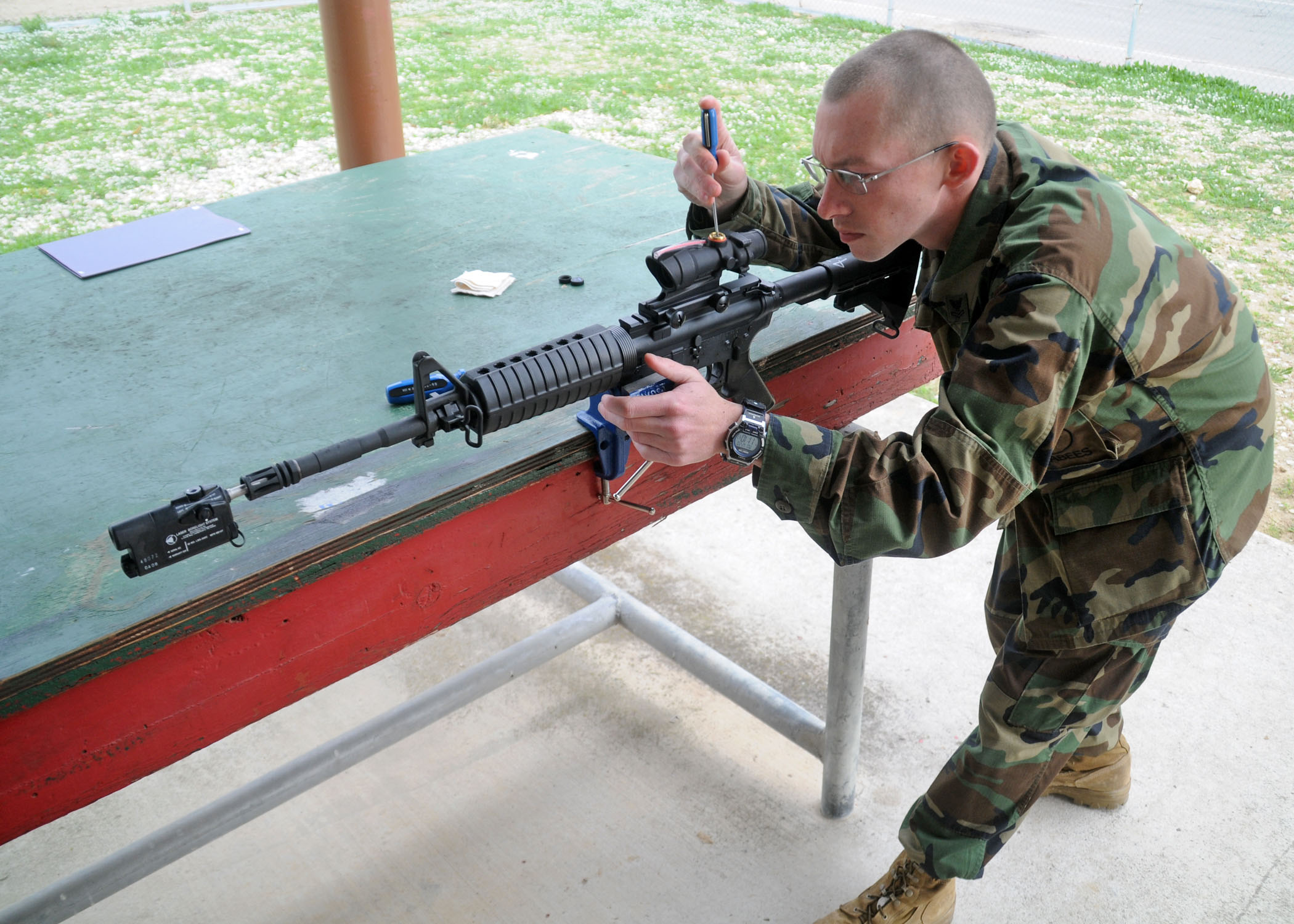

## Критика
СМИ сообщают о критике M4 в связи с недостаточной надёжностью системы: бывали случаи отказа карабина. Так, согласно информации независимого исследования, проведённого Исследовательским институтом боевых разработок Армии США, отказы M4 стали одной из причин потерь личного состава армии (9 человек убитыми и 27 ранеными) во время боевого столкновения в районе села Ванат в Афганистане 13 июля 2008 года.
В мае 2008 года на международном симпозиуме по лёгкому и стрелковому оружию представители Конгресса США, Пентагона и ряда оборонных компаний сделали заявление, в котором говорилось о необходимости прекращения закупки автомата на бесконтрактной основе. Одним из аргументов были итоги проведённых испытаний: согласно им, количество сбоев М4 оказалось выше суммарного количества отказов у других образцов оружия, участвовавших в испытаниях — автоматов HK XM8, HK 416 и FN SCAR-L. Ответом армейского командования было заявление о том, что карабин хорошо зарекомендовал себя в боевых условиях и что количество отказов вследствие внешнего воздействия оценивается как незначительное.
В 2006 году 88 % опрошенных американских военнослужащих в Ираке и Афганистане заявили, что в целом довольны автоматом M4. В 2010 году два журналиста газеты «Нью-Йорк Таймс» провели три месяца в Афганистане, освещая ход боевых действий, наблюдали дюжину перестрелок (некоторые продолжались по нескольку часов) и опросили около 100 солдат, в том числе и о надёжности используемых ими автоматов M4 и M16. За указанное время они столкнулись с одним случаем заклинивания M16. Журналисты пришли к выводу об отсутствии проблем с надёжностью этих автоматов.

## Варианты
- М4 — базовый вариант;
- М4А1 — разработанный в 1994 году[11] вариант, отличающийся возможностью стрельбы непрерывными очередями подобно М16А2E3;
- Самозарядные варианты М4 для гражданского рынка. Производятся множеством компаний по всему миру, в том числе такими как Colt, FN Herstal, Norinco, Remington, Vulcan Armament, Bushmaster[16];
- SOPMOD M4 Accessory Kit (англ. Special Operations Peculiar Modification) — набор компонентов, разработанный Центром наземных операций ВМФ США для расширения функциональности автомата M4A1[17].

|  |  |

## Страны-эксплуатанты

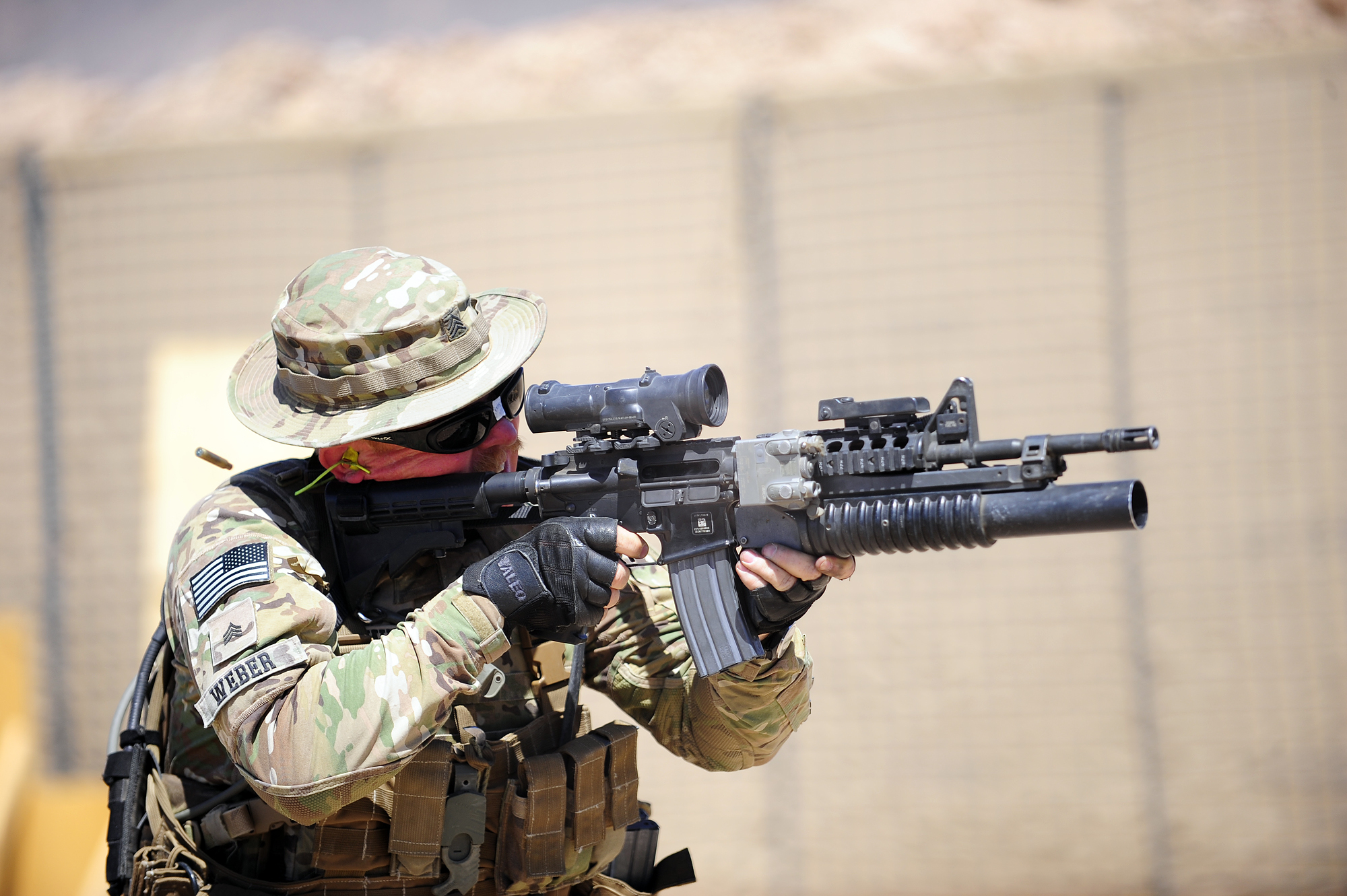
М4 с подствольным гранатометом М203, тактическим блоком, оптическим прицелом Elcan SpecterDR Армии Национальной гвардии штата Аляска в Афганистане на ФОБ Фарах. 26 июня 2012

- Австралия: используется австралийскими подразделениями специального назначения[18].
- Албания: Вооружённые силы Албании[19]
- Афганистан: используется только батальоном коммандос ANA[20][21]. Автоматы M4 были закуплены у Министерства обороны США в 2006[22] и 2008 годах[23].
- Азербайджан: используется специальным подразделением.
- Бангладеш: используется специальными подразделениями парашютно-десантных войск, полиции и боевых пловцов[24].
- Бахрейн: M4A1 закуплены у Министерства обороны США в 2008 году[23].
- Белиз: M4/M4A1 закуплены у Министерства обороны США в 2006 году[22].
- Великобритания: Войска специального назначения Великобритании[25]
- Греция: используется спецподразделением EKAM[26].
- Грузия: M4A1[23][27] и M4A3 используются полицейскими спецподразделениями и вооружёнными силами.
- Израиль: закуплены у Министерства обороны США в январе 2001 года[28].
- Индия: M4A1 закуплены у Министерства обороны США в 2008 году[23].
- Индонезия: используется спецподразделениями Detachment 88[29], KOPASKA и Kopassus[30].
- Иордания: M4 закуплены у Министерства обороны США в 2007[31] и 2008 годах[23].
- Ирак: используется армией Ирака[32]. Основное стрелковое оружие Иракских сил по борьбе с терроризмом[33].
- Италия: только подразделения специального назначения[34].
- Йемен: M4 закуплены у Министерства обороны США в 2006 году.
- Казахстан: M4 на вооружений спецподразделений РК.
- Канада: используется Diemaco C8[35].
- Колумбия: M4A1 закуплены у Министерства обороны США в 2008 году[23].
- Ливан: M4/M4A1 закуплены у Министерства обороны США в 2008 году[23].
- Малайзия: Выпускается по лицензии компанией SME Ordnance Sdn Bhd[36]. Используется вооружёнными силами и полицией[37].
- Непал: закуплены у Министерства обороны США в 2005 году[38].
- Новая Зеландия: Используется Специальной воздушной службой Новой Зеландии (NZ SAS)[39].
- ОАЭ: закупили 2500 автоматов M4 в 1993 году[40].
- Панама: M4A1 закуплены у Министерства обороны США в 2008 году[23].
- Польша: используется специальным подразделением GROM[41].
- Португалия: используется подразделением DAE (Destacamento de Acções Especiais) морской пехоты[42].
- Россия: использует группа «Альфа» ЦСН ФСБ[43]. Несколько винтовок попали в ВС РФ в ходе Российского-украинского конфликта как трофейное вооружение
- Сербия: используется полицейскими подразделениями[44].
- Сингапур: используется подразделениями коммандос[45].
- США[35]
- Таиланд: M4A1 закуплены у Министерства обороны США в 2006 году[22].
- Тонга: M4/M4A1 закуплены у Министерства обороны США в 2008 году[23].
- Сальвадор: M4 закуплены у Министерства обороны США в 2007[31] и 2008 году[23].
- Северная Македония: M4 закуплены у Министерства обороны США в 2008 году[23].
- Украина: поставлены из США в 2022 году, используются ВСУ, СБУ и специальными подразделениями ГУР МО Украины.
- Филиппины: M4/M4A1 закуплены у Министерства обороны США в 2008 году[23].
- Чили: морская пехота Чили заказала у компании Colt партию из 2000 автоматических карабинов M4[46].
- Эквадор: M4 закуплены у Министерства обороны США в 2008 году[23].
- Ямайка: M4 закуплены у Министерства обороны США в 2007 году[31].
- Япония: M4A1 закуплены у Министерства обороны США в 2008 году[23]. M4A1 SOPMOD используется специальными подразделениями[47].

## В массовой культуре
Автоматический карабин M4 и его модификации получили значительное распространение в произведениях массовой культуры и искусства, в том числе:
- в литературно-художественных произведениях;
- в кинофильмах;
- в компьютерных играх (см. ниже).

### Появление в компьютерных играх
- Серия игр Half-Life — модель автомата Colt Model 727 (более ранней по сравнению с M4 модификации винтовки M16A2, но схожей с ним внешне) с гранатомётом M203 присутствует в аддоне High Definition Pack для Half-Life и её дополнений, заменяя собой пистолет-пулемёт HK MP5. Интересно, что Model 727 присутствовал в альфа-версии оригинальной Half-Life (в качестве оружия для солдат HECU[48]), но впоследствии был заменён MP5, который и вошёл в финальную версию.
- Серия игр Counter-Strike — Maverick Colt M4A1 Carbine есть в Counter-Strike и Counter-Strike: Source, в то время как в Counter-Strike: Global Offensive и Counter-Strike 2 присутствуют Colt XM177 с наименованием «M4A1-S» и Colt M4A1 Sopmod Block 1 CQBR с наименованием «M4A4».
- Call of Duty 4: Modern Warfare, Call of Duty: Modern Warfare 2 и Call of Duty: Modern Warfare 3 — присутствуют винтовки М16 и М4, а также их модификации.
- Серия игр Battlefield — присутствуют М16А2 (Battlefield 2, Battlefield BC1; BC2), M16A3 (Battlefield 3; Battlefield Hardline), M16A4 (Battlefield 4), M4 (Battlefield 2, Battlefield 3, Battlefield 4).
- Бригада Е5: Новый альянс, 7.62 и 7.62: Перезарядка — присутствуют винтовки М16 и М4, а также их модификации.
- В оружейном симуляторе-игре World of Guns: Gun Disassembly можно ознакомиться с реальным функционированием 3D-модели M4 Carbine.
- В играх ArmA 3, ArmA 2 и DayZ есть М4 со всевозможными модулями.
- Серия игр Grand Theft Auto (кроме GTA III и GTA Vice City Stories).
- Insurgency — присутствуют M16A4 и M4A1.
- Escape from Tarkov — присутствует винтовка M4A1.
- Arena Breakout — присутствуют M4A1 и M16.
- Tom Clancy's Rainbow Six: Siege — присутствует модифицированная винтовка M4, используемая оперативником Maverick.
- Серия игр Medal of Honor — присутствуют модифицированные версии.
- Squad — основной вид вооружения армии США.
- PlayerUnknown’s Battlegrounds — присутствует M16A4.
- Warface — присутствует M4A1.
- Insurgency Sandstorm — присутствует M16A2, M16A4, M4A1.
- Stalcraft X — присутствует М4А1, М4A1 SQC, M4 LB.
- Project Reality — M4 есть практически у всех классов американской стороны. M4A1 есть практически у всех классов Израиля.
- Ground Branch — присутствует М4А1 SOPMOD, а также Mark 18.
- Payday: The Heist, Payday 2 — присутствуют M4A1, Colt Model 727 и M16A4.
- В тылу врага: Штурм 2 — присутствует M4A1 в модификации Cold War.